# Luca Scribani Rossi
Luca Scribani Rossi (n. 29 decembrie 1960, Roma, Italia) este un trăgător de tir ce a reprezentat Italia, medaliat olimpic. A participat la 3 ediții ale Jocurilor Olimpice (1984, 1988, 1992) în care a câștigat o medalie de bronz.